# Eksperiment profesora Hinčića (1988.)
Eksperiment profesora Hinčića je hrvatski humoristično-dramski televizijski film redatelja i scenarista Vanče Kljakovića uz pomoć Vide Tućan. Film je zasnovan i inspiriran prema djelu Pigmalion Georgea Bernarda Shawa. Premijerno je prikazan 11. travnja 1988. na Televiziji Zagreb.

## Radnja
Komedija prati priču o Evici, mladoj kradljivici i prodavačici "bijelog pijeska", koju profesor Hinčić, nakon nekoliko mjeseci brižljivog rada i pripreme, uspije preobraziti u osobu spremnu za ulazak u visoko društvo. Planira je povesti na bal u Banske dvore.

## Glumačka postava
- Božidar Alić kao profesor Hinko Hinčić
- Vitomira Jana Lončar kao Eva "Evica" Štrkulj
- Ana Karić kao Hinčićeva majka
- Ivica Šimić kao Stjepan "Štef" Borovec, Hinkov prijatelj
- Relja Bašić kao Ambroz Štrkulj, Evicin otac
- Branka Strmac kao gospođa Schmidt
- Eliza Gerner kao gospođa Majer
- Vanja Matujec kao Hilda Majer
- Dafne Jemeršić kao pomoćnica kod Hinčićeve majke

## Vanjska poveznica
- Eksperiment profesora Hinlića u internetskoj bazi filmova IMDb-a